# Filtr paliwa

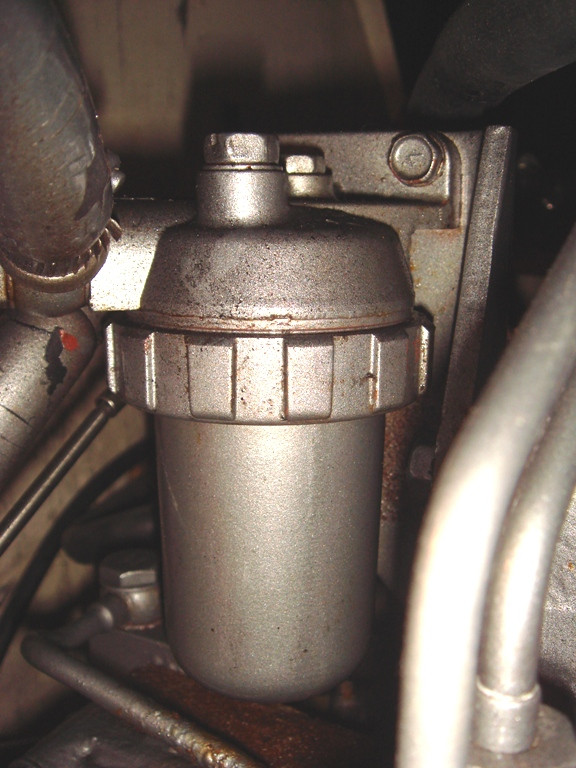
Filtr paliwa w silniku wysokoprężnym

Filtr paliwa czyści zanieczyszczone paliwo. Filtry paliwa stosowane w układzie zasilania silników o zapłonie samoczynnym powinny filtrować cząstki zanieczyszczeń większe niż 3 μm oraz wytrącać zawartą w paliwie wodę. Natomiast filtry paliwa stosowane w silnikach benzynowych powinny zatrzymywać cząstki zanieczyszczeń większe niż 10 μm. Filtrowanie benzyny jest łatwiejsze niż oleju napędowego, gdyż olej napędowy jest bardziej zabrudzony i w niskich temperaturach następuje w nim krystalizacja parafiny.